# Rondônia
Rondônia (česky Rondonie) je stát v Brazílii. Leží na severozápadě jejího území v Severním regionu, u hranice s Bolívií, a jeho hlavním městem je Porto Velho.

## Historie
Rondônia je pojmenována po Cândidu Rondonovi, brazilském průzkumníkovi, který tuto oblast objevoval na začátku 20. století. Území se oddělilo od Mato Grossa v roce 1943 pod názvem Guaporé, jako součást plánu tehdejšího prezidenta Brazílie, Getúlia Vargase na zlepšení osídlení pohraničních oblastí. V 60. a 70. letech nastal rozvoj těžby dřeva, zakládání farem a kávových plantáží. Státem je Rondônia od roku 1982; zároveň je z celé federace nejmladší.

## Charakter státu
Stát hraničí na jihu s již zmíněnou Bolívií, na severu se státem Amazonas, na východě se státem Mato Grosso a na západě má ještě krátkou hranici se státem Acre. Téměř celé jeho území pokrývají tropické lesy, na jihu se nachází náhorní plošina Chapada dos Parecis. Z ní vytékají řeky, které vtékají to veletoku Rio Madeira, ten se později vlévá do Amazonky. Obyvatelé jsou Brazilci, v pralesích však dosud ještě žijí domorodí indiáni. Rondônia je velkým exportérem dřeva, kávy a dobytka. Komunikace jsou špatné; železnice neexistuje a silniční síť je extrémně řídká.